# سرخیو بارسیا
سرخیو بارسیا (انگلیسی: Sergio Barcia؛ زادهٔ ۳۱ دسامبر ۲۰۰۰) بازیکن فوتبال است.